# Fred Lewis (balonmanista)
Fred Lewis (n. 1947) es un exjugador americano de balonmano.
Lewis es judío, y nació en Bronx, Nueva York. Ambos de sus padres jugaron handball, y él aprendió a jugar en los muros de los edificios de Bronx. Creció jugando, principalmente, handball de una pared, y jugó su primer torneo a los 8 años de edad. Como estudiante de preparatoria, compitió con el equipo de natación de la escuela.
Ganó dos Campeonatos Colegiales Individuales Nacionales  EE. UU. (U.S. National Collegiate Singles Championships) como estudiante de la Universidad de Miami. Recibió una maestría en educación en la Universidad de Miami en 1972.
Lewis es el 6 veces campeón de la Asociación Nacional EE. UU. de Handball Individuales cuatro paredes (U.S. Handball Association National Four-Wall Handball Singles Champion) (1972, 1974–76, 1978, and 1981). También es el tres veces campeón del Nacional Individual tres paredes (1974, 1977, and 1978).
Todos esos torneos fueron ganados entre 1972 y 1981. Lewis fue nombrado "Jugador de Handball de la Década" para la década de los 70's por la Asociación Nacional de Handball EE. UU. Por catorce años consecutivos hizo las finales del Campeonato Abierto Nacional (National Open championship). Ganó dieciséis títulos como profesional. En 1998, él creó "Yes2Kids", un club de handball para niños que de otra manera no tendrían acceso al handball. En 2003, fue entrenador del equipo de handball en la Universidad de Arizona.  En 2008, se volvió a casar con su exesposa, tras reconciliarse después de 16 años.

## Salón de la Fama
Lewis entró al Salón de la Fama de Handball en 1993 como el miembro número 25.  Entró al Salón Internacional de la Fama Judío de deportes (International Jewish Sports Hall of Fame) en el 2011.